# Apamea franconiae
Apamea franconiae är en fjärilsart som beskrevs av Menhofer 1955. Apamea franconiae ingår i släktet Apamea och familjen nattflyn. Inga underarter finns listade i Catalogue of Life.